# 적성융합고등학교
적성융합고등학교(積城融合高等學校)는 대한민국 경기도 파주시 적성면 마지리에 있는 공립 고등학교이다.

## 학교 연혁
- 1977년 11월 12일 : 적성종합고등학교 설립인가
- 1978년 3월 1일 : 초대 현원명 교장 취임
- 1978년 3월 1일 : 적성종합고등학교 개교(보통과 1학급, 상업과 2학급)
- 1978년 4월 21일 : 적성종합고등학교 개교 기념식 거행
- 2012년 3월 1일 : 학과개편(세무행정과, 국제통상과)
- 2012년 3월 1일 : 교명변경(경기세무고등학교)
- 2012년 6월 22일 : 2013경기도교육청 세무, 통상 특성화 고등학교 지정
- 2018년 3월 1일 : 학과개편(세무행정 1, 부사관 1)
- 2019년 3월 1일 : 혁신공감학교 운영
- 2020년 3월 1일 : 세무행정과, 부사관과 3개학년 편성
- 2020년 3월 1일 : 혁신학교 운영(1년차)
- 2021년 9월 1일 : 제19대 문재심 교장 취임
- 2023년 3월 1일 : 교명변경(적성융합고등학교)
- 2023년 3월 1일 : 학과개편(e커머스과 1학급, 부사관과 1학급)
- 2024년 1월 4일 : 제44회 졸업(세무행정과 3명, 부사관과 7명)
- 2024년 3월 4일 : 입학(e커머스과 7명, 부사관과 8명)

## 설치 학과
- 세무행정과
- 부사관과
- e커머스과

## 참고 자료
- 적성융합고등학교 - 한국교육학술정보원 학교알리미